# Mareza
Mareza is een plaats in het Poolse district  Kwidzyński, woiwodschap Pommeren. De plaats maakt deel uit van de gemeente Kwidzyn en telt 1108 inwoners.